# Teatro Cagnoni
Teatro Cagnoni è un teatro di Vigevano.

## Descrizione e storia
Iniziato nel 1871 e inaugurato nel 1873, il Teatro Cagnoni si rese necessario dopo che per anni gli spettacoli avvennero in situazioni riadattate. L'esterno dell’edificio ha le caratteristiche tipiche dell'architettura eclettica ottocentesca con modanature marcapiano e semplici cornici alle finestre. All'interno, l'ampio foyer dà accesso alla platea mentre due rampe di scale portano ai tre ordini di palchi, al loggione e al Ridotto.
L'ampio arcone del proscenio separa la sala dal palcoscenico; una graticcia consente cambiamenti di scena. Due velari furono creati dal pittore vigevanese Giovanni Battista Garberini: il primo rappresenta una scampagnata festosa dei vigevanesi sulla riva del Ticino; il secondo è dedicato all'assedio di Vigevano con l'eroica Camilla Rodolfi.
Il teatro, nel 1896, prende il nome dal compositore vigevanese Antonio Cagnoni, a cui la città lo dedica. Un busto nell'atrio lo ricorda. Un'altra scultura è invece dedicata ad Eleonora Duse, nata proprio in questa città.